# Растовка (Ульяновская область)
Растовка — деревня в составе Новоникулинского сельского поселения Цильнинского района Ульяновской области. 

## География
Находится у реки Бирюч на расстоянии примерно 24 километра на юго-запад по прямой от районного центра села Большое Нагаткино. 

## История
В 1913 году в деревне было 34 двора с населением 246 человек. В 1990-е годы работало ОПХ «Новоникулинское».  

## Население
Население составляло 12 человека в 2002 году (русские 100%), 3 по переписи 2010 года.